# ألكسندرا براون
ألكسندرا براون والديك (بالإسبانية: Alexandra Braun) (ولدت في 19 مايو 1983) عارضة أزياء وممثلة فنزويلية وحاملة لقب مسابقة ملكة جمال سابقة بعد تتويحها بمسابقة ملكة جمال الأرض 2005, ومسابقة ملكة الجمال الدولية السنوية تعزيز الوعي البيئي.
فازت براون بأربعة جوائز دولية لأفضل ممثلة في مختلف المهرجانات السينمائية في جميع أنحاء العالم لتصويرها للدور الرائد في فيلم «أوما» في مهرجان لندن السينمائي ومهرجان موناكو الدولي للسينما ومهرجان ميلان الدولي للسينما ومهرجان جورجيا لاتينو السينمائي في أتلانتا؛ حصل الفيلم أيضًا على تقدير في فئة «فيلم العالم» في مهرجان الهند السينمائي الدولي وفاز أيضا بجائزة أفضل فيلم أجنبي في مهرجان بوربانك السينمائي الدولي في الولايات المتحدة.

## نشأتها
نشأ في كاراكاس، تخرج براون بدرجة امتياز مع شهادة تقنية في التسويق والإعلان. عائلتها من ألمانيا، هاجروا إلى فنزويلا بعد الحرب العالمية الثانية.

## روابط خارجية
- ألكسندرا براون على موقع IMDb (الإنجليزية)
- ألكسندرا براون على موقع دليل عارضات الأزياء (الإنجليزية)
- سيرة ذاتية ومقابلة
- Lifeofamodel.com - آخر مقابلة مع ملكة جمال الأرض، الكسندرا براون، على الفوز في مسابقة الجمال وكيف غيرت حياتها
- Portfolio ألكسندرا براون والديك في عروض ازياء

| الجوائز و الإنجازات  | الجوائز و الإنجازات                  | الجوائز و الإنجازات |
| -------------------- | ------------------------------------ | ------------------- |
| سبقه بريسيلا ميريليس | ملكة جمال الأرض ملكة جمال الأرض 2005 | تبعه هيل هيرنانديز  |
| سبقه إنيد هيريرا     | ملكة جمال الأرض فنزويلا 2005         | تبعه ماريان بوليا   |